# 布赖恩·皮克
布赖恩·皮克（英語：Brian Peaker，1959年5月26日—），加拿大男子赛艇运动员。他曾代表加拿大参加1996年夏季奥林匹克运动会赛艇比赛，获得男子轻量级四人单桨无舵手银牌。